# Šikole
Šikole so naselje v Občini Kidričevo na severovzhodu Slovenije. Nahaja se v tradicionalni pokrajini Štajerska in spada v Podravsko statistično regijo.

## Ime
Šikole so v pisnih virih prvič izpričane leta 1374 kot Sycolach (ter kot Sykhawlou leta 1441 in Sycolach leta 1493). Ime je izpeljano iz *Šikovľ(an)e, verjetno iz korena *šik- (prim. sloven. šikara 'goščava, grmovje' in kostelsko narečje šikara 'težko dostopen strm predel'), ki se nanaša na lokalno geografsko posebnost.

## Verska dediščina
Vaška kapela je zgrajena v neogotskem stilu, iz poznega 19. stoletja.